# Lisieux-2 (tổng)
Tổng Lisieux-2 là một tổng thuộc tỉnh Calvados trong vùng Normandie.

## Địa lý
Tổng này được tổ chức xung quanh Lisieux ở quận Lisieux. Độ cao khu vực này dao động từ 32 m (Lisieux) đến 166 m (Saint-Martin-de-la-Lieue) với độ cao trung bình 54 m.

## Hành chính
| Danh sách các ủy viên                  |           |                    |      |         |
| Giai đoạn                              | Giai đoạn | Tên                | Đảng | Tư cách |
| ?                                      | 1998      | Michel Triqueneaux | UDF  |         |
| 1998                                   | 2004      | Gilbert Dehais     | PS   |         |
| 2004                                   | actuel    | Clotilde Valter    | PS   |         |
| Tất cả các dữ liệu trước đây không rõ. |           |                    |      |         |

## Các đơn vị trực thuộc
| Xã                       | Dân số     | Mã bưu chính | Mã insee |
| ------------------------ | ---------- | ------------ | -------- |
| Lisieux                  | 23 166 (1) | 14100        | 14366    |
| Saint-Martin-de-la-Lieue | 878        | 14100        | 14625    |

(1) một phần xã.